# Ľudovít Jakubóczy
Ľudovít Jakubóczy (16. května 1898, Horní Naštice – 1. května 1954, Bratislava) byl slovenský herec.

## Životopis
Jeho rodiči byli Štefan Jakubóczy a Anna rozená Bennová. Sám Ľudovít se vyučil v Budapešti uměleckou truhlařinu a v témže městě začal také poprvé hrát divadlo. Mezi roky 1916 a 1919 byl členem budapešťského profesionálního kočovného divadla Újpesti sínhaz. Po válce hrál ochotnicky v Trenčíně (1919–1925), Šahách (1925–1928) a Banské Bystrici (1928–1945). Od roku 1945 až do své smrti byl členem činohry Slovenského národního divadla v Bratislavě. Za svou činnost získal roku 1949 Národní cenu.

## Filmografie
- 1937: Matčina zpověď (bača)
- 1948: Vlčí díry (komisař)
- 1950: Katka (Katčin otec)
- 1950: Priehrada (Bžoch)
- 1951: Boj skončí zítra (nezaměstnaný)
- 1952: Lazy se pohnuly (Juraj Kováč)
- 1952: Mladé srdce (Bulla)
- 1953: Pole neorané (Širanec)
- 1953: V pátek třináctého (Dudášik)